# Баэтан мак Ниннедо
Баэтан мак Ниннедо (др.‑ирл. Báetán mac Ninnedo; убит в 586) — возможно, король Кенел Конайлл (будущего Тирконнелла; 569—586), а также верховный король Ирландии (572—586).

## Биография
Баэтан был сыном Ниннида мак Дуаха, упоминавшегося в исторических источниках в 561—563 годах, и правнуком первого короля Кенел Коналл Коналла Гулбана.
Первое упоминание о Баэтане мак Ниннедо датируется 569 годом. По свидетельству анналов, в этом году Фергусом мак Нейлленом из рода Кенел Эогайн был убит правитель Кенел Конайлл и верховный король Ирландии Айнмере мак Сетнай. Согласно «Хронике скоттов» и «Анналам четырёх мастеров», убийство произошло в селении Фемен (вблизи Тары). По свидетельству автора XVIII века Джеффри Китинга, подстрекателем убийцы был троюродный брат Айнмере Баэтан мак Ниннедо.
Точно неизвестно, занимал ли Баэтан мак Ниннедо престол Кенел Конайлл. Некоторые современные историки считают, что он мог получить власть над этим королевством после гибели Айнмере мак Сетная. Однако другие исследователи, отмечая отсутствие в средневековых источниках сообщений о деятельности Баэтана как правителя Кенел Конайлл, считают, что преемником Айнмере мог быть его сын Аэд мак Айнмерех.
Согласно спискам королей Тары, после кончины в 572 году Баэтана мак Муйрхертайга и Эохайда мак Домнайлла титул верховного короля Ирландии перешёл к Баэтану. Однако в средневековых исторических источниках содержатся две противоречащие друг другу версии о том, кто был этот король Баэтан. Бо́льшая часть исследователей идентифицирует его с Баэтаном мак Ниннедо, однако существует и мнение, что им мог быть король Ульстера Баэтан мак Кайрилл из рода Дал Фиатах.

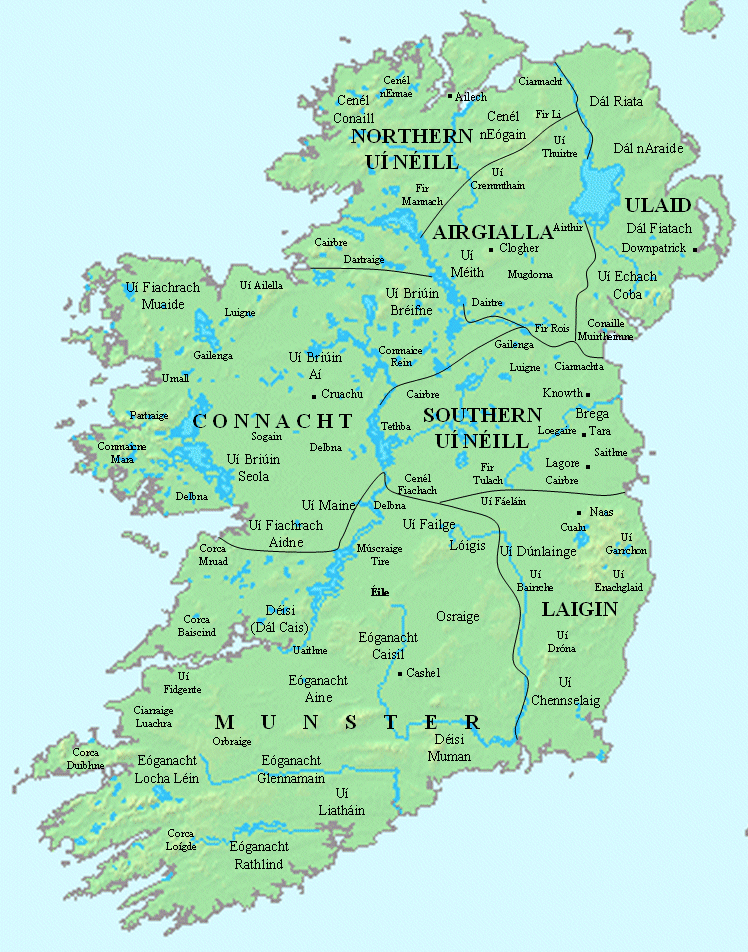
Ирландия в Раннее Средневековье

«Анналы Тигернаха» датируют получение Баэтаном мак Ниннедо титула короля Тары 573 годом. Однако «Анналы Ульстера», «Анналы четырёх мастеров», «Лейнстерская книга» и трактат «Laud Synchronisms» наделяют его только одним годом владения этим титулом. Идентификацию персоны, ставшей верховным королём в 572 году, затрудняют и содержащиеся в списках верховных королей Ирландии разногласия. В наиболее древнем списке королей Тары, составленном в конце VII века, отсутствуют имена преемников убитого в 565 году Диармайта мак Кербайлла вплоть до Суибне Заики.
В тех же списках, в которых упоминаются правители Тары второй половины VI века, существуют значительные противоречия в определении продолжительности владения этим титулом преемником Баэтана мак Ниннедо, королём Аэдом мак Айнмерехом. В трактате «Rawlinson B 502» сообщается о двадцати трёх годах владения Аэдом титулом верховного короля, «Laud Synchronisms» — о двадцати пяти годах, в «Анналах четырёх мастеров» — о двадцати семи годах, а в списке королей Тары в «Лейнстерской книге» — о двадцати восьми годах. Эти свидетельства относят начало правления Аэда как верховного короля не только к периоду ранее смерти обоих Баэтанов, но и ко времени до смерти королей Баэтана мак Муйрхертайга и Эохайда мак Домнайлла. На основании этого даже предполагается, что включение имён как Баэтана мак Ниннедо, так и Баэтана мак Кайрилла, в списки верховных королей, могло быть ошибкой средневековых авторов, и в действительности преемником королей Баэтана мак Муйрхертайга и Эохайда мак Домнайлла был Аэд мак Айнмерех.
Возможно, что разногласия источников могут свидетельствовать о борьбе, которой в 570-х—580-х годах вели ирландские правители за обладание титулом верховного короля. Предполагается, что среди участников этих междоусобиц могли быть как Баэтан мак Ниннедо, так и Баэтан мак Кайрилл, о владении которыми престолом Тары в течение одного года сообщается в некоторых списках верховных королей Ирландии.
О правлении Баэтана мак Ниннедо почти ничего не известно. Он, в отличие от Аэда мак Айнмереха, не упоминается среди участников большого собрания ирландской и британской знати в Друим Кете, созванном, по свидетельству анналов, в 575 году по инициативе святого Колумбы.
Баэтан мак Ниннедо был убит вблизи Лейма (в Эйхе) в 586 году. Его убийцами были действовавшие по поручению короля Миде Колмана Младшего Куммене мак Колмайн и Куммене мак Либрен, сын и двоюродный племянник организатора убийства. После гибели Баэтана новым верховным королём Ирландии стал Аэд мак Айнмерех.